# Fujiwara no Shōshi
Fujiwara no Shōshi, född 988, död 1074, var en japansk kejsarinna (1001–1011), gift med kejsar Ichijō av Japan. Hon var känd som kulturmecenat och omgav sig med ett berömt litterärt hov av poeter och författare, bland dem Murasaki Shikibu. Livet vid hennes hov beskrivs i Murasaki Shikibus dagbok.

## Biografi
Fujiwara no Shōshi var den äldsta av fyra döttrar till Fujiwara no Michinaga och Minamoto no Rinshi. Familjen Fujiwara regerade vid denna tid som kejsarens ställföreträdande regenter, ett ämbete hennes far uppnådde 995, efter en maktkamp med sin brorson Fujiwara no Korechika, som stöddes av sin syster kejsarinnan Fujiwara no Teishi. Hans framgång gjorde att Fujiwara no Korechika förvisades från hovet och Teishi förlorade sin maktbas.
Fujiwara no Shōshi placerades i kejsarens harem vid tolv års ålder år 1000, och fick då rangen nyogo, kejserlig gemål. Tack vare sin far tillerkändes hon år 1001 titeln Chūgū, kejsarinna av andra rangen. Det var första gången en japansk kejsare hade två kejsarinnor samtidigt, och hennes far regenten genomförde denna reform och hittade på en ny kejsarinnetitel för att underminera sin fiende, sin brorsdotter kejsarinnan Teishi, som var kejsarinna med titeln kōgō. Hon fick också vårdnaden om sin kusin kejsarinnan Teishis barn, fram till att hennes egen son föddes 1008.
För att underbygga sin dotters ställning som kejsarinna, lät regenten utnämna kulturpersonligheter till hennes hov, bland annat flera konstnärer till hennes hovdamer, för att höja dess status och göra det till ett kulturellt centrum. Bland dessa fanns Murasaki Shikibu, Izumi Shikibu, Akazome Emon och Ise no Taifu. Hon utbildade sig och tog bland annat lektioner i kinesiska. Shōshi och hennes hov inhystes vanligen i ett av hennes fars palats, särskilt sedan kejsarpalatset hade brunnit ned 1005. Kejsarinnan Shōshi beskrivs som allvarlig och kultiverad men överdrivet strikt, och det beskrivs hur noga hon var med att förhindra kärleksaffärer vid hovet, och att hennes hov ansågs tråkigt.
Shōshi födde en son 1008 och ännu en 1009. På grund av hennes fars inflytande gjorde detta att hennes söner genast sågs som troliga kandidater till posten som tronarvingar, särskilt sedan den andra kejsarinnan Teishi hade avlidit.
År 1011 abdikerade hennes make, och avled senare samma år, och hennes äldste son utnämndes till tronarvinge. Shōshi lämnade kejsarhovet och bosatte sig på en herrgård tillhörig släkten Fujiwara. Hennes far placerade år 1016 hennes son på tronen som kejsar Go-Ichijō, medan hennes yngre son blev kronprins. Hon kunde då återvända till hovet, där hon som mor till både kejsaren och kronprinsen fick en inflytelserik ställning. Hon använde sitt inflytande för att påverka utnämningarna vid hovet till förmån för vänner och familj.
År 1026 blev hon den andra änkekejsarinnan, efter sin faster Seishi, som avsade sig sin titel för att avlägga löften som buddhistnunna, något som kom var vanligt bland Heiantidens aristokrater. Hon kallade sig därefter endast "kejserlig dam". Detta innebar inte att de faktiskt gick i kloster: löftena var icke bindande och innebar bara att de klippte av håret i axellängd och sedan kunde fortsätta leva vid hovet, befriade från hovetiketten, något som gav dem betydligt större handlingsutrymme. 

## Barn
- Prins Go-Ichijō (f. 1008)
- Prins Go-Suzaku (f. 1009)